# 496

## Události
- v bitvě u Tolbiaka porazil Chlodvík I. Alamany. Poslední král Alamanů Gibuld byl zabit a území připojeno k Franské říši.
- část Iberského poloostrova dobyta Západními Góty

## Hlavy států
- Papež – Gelasius I. (492–496) » Anastasius II. (496–498)
- Byzantská říše – Anastasius I. (491–518)
- Franská říše – Chlodvík I. (481–511)
- Perská říše – Kavád I. (488–496, 499–531) » Zámásp (496–499)
- Ostrogóti – Theodorich Veliký (474–526)
- Vizigóti – Alarich II. (484–507)
- Vandalové – Gunthamund (484–496) » Thrasamund (496–523)